# 積極聆聽
積極傾聽（英語：Active listening），又稱反思性傾聽（英語：Reflective listening），指準備傾聽、觀察正在發送的言語和非言語信息，然後提供適當的反饋以顯示對所呈現的信息的關注。這種聆聽形式傳達了說話者和聽者之間的相互理解。演講者得到確認，他們的觀點正在被接受，聽眾通過有意識地參與來吸收更多的內容和理解。 積極傾聽的總體目標是消除任何誤解，並在演講者和聽眾之間建立清晰的思想溝通。通過積極傾聽另一個人的意見，可以在兩個人之間建立歸屬感和相互理解。